# (200316) 2000 EQ169
(200316) 2000 EQ169 es un asteroide perteneciente al cinturón de asteroides descubierto el 4 de marzo de 2000 por el equipo del Lincoln Near-Earth Asteroid Research desde el Laboratorio Lincoln, Socorro, Nuevo México, Estados Unidos.

## Designación y nombre
Designado provisionalmente como 2000 EQ169.

## Características orbitales
2000 EQ169 está situado a una distancia media del Sol de 2,856 ua, pudiendo alejarse hasta 3,171 ua y acercarse hasta 2,541 ua. Su excentricidad es 0,110 y la inclinación orbital 16,29 grados. Emplea 1763,10 días en completar una órbita alrededor del Sol.

## Características físicas
La magnitud absoluta de 2000 EQ169 es 15. Tiene 2,966 km de diámetro y su albedo se estima en 0,241. 